# G317国道

G317国道（G317こくどう/国道317線、G317線）別名川蔵公路北線（せんぞうこうろほくせん）は中華人民共和国の四川省成都市からチベットナクチュ市セニ区を結ぶ全長2043kmの中国の国道である。そのうちチベット自治区内は1066kmで平均海抜は3800mである。最高地点は沙魯里山脈の雀児山峠で海抜4916mである。未舗装の部分も多い。1950年に人民解放軍により建設され、1954年12月25日に川蔵公路北線が正式に開通した。

## 里程表
| 省、自治区     | 地級市、自治州、地区           | 県、県級市、 市轄区 | 距離(km) | 注                    |
| -------------- | ------------------------------ | ------------------- | -------- | --------------------- |
| 四川省         | 成都市                         | 成都市中心部        | 0        | 317国道、川蔵公路起点 |
| 四川省         | 成都市                         | 郫都区              | 20       |                       |
| 四川省         | 成都市                         | 都江堰市            | 54       |                       |
| 四川省         | 成都市                         | 汶川県              | 149      |                       |
| 四川省         | アバ・チベット族チャン族自治州 | 理県                | 206      |                       |
| 四川省         | アバ・チベット族チャン族自治州 | バルカム市          | 394      |                       |
| 四川省         | カンゼ・チベット族自治州       | タンゴ県            | 661      |                       |
| 四川省         | カンゼ・チベット族自治州       | カンゼ県            | 756      |                       |
| 四川省         | カンゼ・チベット族自治州       | デルゲ県            | 960      |                       |
| チベット自治区 | チャムド市                     | ジョムダ県          | 1070     |                       |
| チベット自治区 | チャムド市                     | カルプ区            | 1298     |                       |
| チベット自治区 | チャムド市                     | リウォチェ県        | 1403     |                       |
| チベット自治区 | チャムド市                     | テンチェン県        | 1546     |                       |
| チベット自治区 | ナクチュ市                     | バチェン県          | 1782     |                       |
| チベット自治区 | ナクチュ市                     | ソク県              | 1812     |                       |
| チベット自治区 | ナクチュ市                     | セニ区              | 2043     | 317国道終点           |

## 主な接続路線

### 四川省
- G108国道 - 成都市
- G318国道 - 成都市
- G319国道（中国語版） - 成都市
- G321国道 - 成都市
- G213国道 - 成都市から汶川県まで重複

### チベット自治区
- G214国道 - チャムド県からリウォチェ県まで重複
- G109国道 - ナクチュ市セニ区

## 註釈・参考資料
1. ↑  国家幹線公路査詢表
2. 1 2  川藏北線 金沙江崗託大橋—那曲（G317）
3. ↑  進藏路線之川藏公路
4. ↑  修路大事記（紀念川藏公路通車50周年）
5. ↑  川藏公路介紹（夢之旅四川遊）